# Kirsten Skaarup
Kirsten Skaarup er en dansk kogebogsforfatter, boghandler, forlægger og eventyrer.

## Baggrund
Kirsten Skaarup er født i 1945 på Falster. Hun blev sendt ud at tjene allerede som 14-årig, malkede køer, passede børn og stegte flæsk. Det lykkedes hende dog at få en læreplads i en boghandel, og hun blev uddannet boghandler.

## Boghandler, redaktør og forlægger
I en årrække arbejdede hun som redaktør på forskellige bogforlag.Hun har arbejdet på flere forlag som sekretær og redaktør blandt andet Fremad, Aschehoug og Høst og Søn, før hun stiftede sit eget forlag i 1986: Olivia. Olivia udgav især bøger om hobby- og fritidsemner. Det havde hun i 17 år, inden det blev solgt til Politikens Forlag i 2003, hvor hun blev forlagschef indtil 2006. Hun har også arbejdet på forlag i London (Calder & Boyars) og München (BLV).

## Kogebogsforfatter
Mest kendt er Kirsten Skaarup som forfatter til bøger med vegetarisk mad. Hun ar udgivet kogebøger siden 1980. Den første hed Vegetariske Festmiddage, og siden er udkommet snesevis af kogebøger. I 2019: Klimakærlige frikadeller, bøffer, pateer & postejer : plantebaserede alternativer til danskernes yndlingsretter (Rosinante, 2019). Hendes bøger er oversat til bl.a. tysk, svensk, hollandsk og finsk.
Hun arbejder nu freelance med at skrive kogebøger, der udelukkende indeholder plantebaserede, bæredygtige opskrifter, og har også en klimapolitisk dagsorden: Vi ødelægger og hærger i den 3. verden med en grådighed uden sidestykke. Vores lyst til bøffer, frikadeller og flæskesteg trækker et langt blodspor efter sig....Jeg siger ikke, at alle skal spise som mig. Jeg hader fanatisme. Jeg gør bare opmærksom på, hvad det koster både for den enkelte og for kloden, og at man får det godt ved at undlade kød (Lokalavisen 8.2.2019)

## Eventyrer
Kirsten Skaarup har siden hun blev voksen rejst meget i hele verden - i mere end 70 lande. Hun er medlem af Kvindelige Eventyreres Klub, hvor hun i en periode var formand. Jeg var bange for at dø nysgerrig, så jeg sagde mit job på Høst & Søns forlag op og købte en rygsæk, da jeg blev 40. Jeg rejste jorden rundt i et års tid (Bogmarkedet, 2003, nr. 19)